# Paphiopedilum barbigerum
Paphiopedilum barbigerum es una especie de planta perteneciente a la familia  Orchidaceae. Es endémica de China. Su hábitat natural son las selvas húmedas bajas tropicales o subtropicales. Está tratada en peligro de extinción por pérdida de hábitat.

## Descripción
Es una orquídea de pequeño tamaño con hábito de epífita con 4 a 6 hojas, dísticas, estrechas, suberectas, estrechamente lanceoladas a lineales,de color verde. Florece de manera uniforme sobre una inflorescencia erecta, verde,de 12 a 16 cm de longitud, que porta una flor pequeña, solo aparece en el otoño y el invierno.

## Distribución y hábitat
Se encuentra en China y Vietnam [sólo como P. barbigerum var lockianum] que se encuentra en el humus cerca de las bases de los árboles cubiertos de musgo o litofita en escarpados acantilados rocosos en bosques siempreverdes a una altitud de 300 a 1200 metros.

## Taxonomía
Cypripedium barbigerum fue descrita por Tang & F.T.Wang y publicado en Bulletin of the Fan Memorial Institute of Biology: 10(1): 23. 1940.
Etimología
El nombre del género viene de Κύπρις «Cypris», Venus, y de  τό πέδιλον "pedilon" = "zapato" o "zapatilla" en referencia a su labelo inflado en forma de zapatilla.
barbigerum; epíteto latino que significa "con barba, barbado".
Sinonimia
- Paphiopedilum barbigerum var. aureum H.S.Hua
- Paphiopedilum barbigerum f. aureum (H.S.Hua) O.Gruss & Roeth
- Paphiopedilum barbigerum var. coccineum (Perner & R.Herrm.) Cavestro
- Paphiopedilum barbigerum var. lockianum Aver.
- Paphiopedilum coccineum Perner & R.Herrm.
- Paphiopedilum insigne var. barbigerum (Tang & F.T.Wang) Braem[5][6]